# Maus
Maus: Relat d'un supervivent (títol original anglès: Maus. A survivor's Tale) és una novel·la gràfica del dibuixant estatunidenc d'origen polonès Art Spiegelman que relata com els seus pares va sobreviure a l'Holocaust com a jueus a la Polònia de la Segona Guerra Mundial, al camp de concentració d'Auschwitz. Aquest treball fou guardonat el 1992 amb el premi Pulitzer. L'obra, publicada originalment en anglès, ha estat traduïda a molts idiomes, entre els quals el català per l'editorial mallorquina Inrevés Edicions. El material autobiogràfic va ser recollit per Spiegelman en entrevistes enregistrades, presencials o per telèfon, a les quals ell va afegir la pròpia opinió o revisió posterior.

## Argument
Maus narra, en dos volums, la història real dels pares de l'autor, jueus polonesos, durant la Segona Guerra Mundial i el suïcidi de la seva mare. Una història que ell, nascut als Estats Units, on els seus pares van emigrar després de la guerra, va conèixer a través de converses amb el seu pare en la dècada de 1970. La història s'explica sense ocultar detalls inconvenients, la qual cosa, en la pràctica, fa més humans i« reals» els seus protagonistes. En el llibre, els jueus estan representats per ratolins i els nazis per gats.
Així, el còmic comença amb una visita d'Art Spiegelman a son pare, a qui feia temps que no veia i a qui convenç perquè li explique les seues vivències durant la Segona Guerra Mundial per a crear un còmic amb la seua història. Però Art Spiegelman va més enllà i durant tot el relat va intercalant la història del pare amb el present narratiu, que explica la relació entre el pare i el fill. Per tant, hi apareixen tres trames intercalades: el passat del pare, el present i la mateixa història del còmic, que esdevé així metanarratiu.

## El dibuix
Art Spiegelman usa animals antropomòrfics: ratolins per a representar els jueus (Maus significa ratolí en alemany), gats per als alemanys, porcs per als polonesos, granotes per als francesos, cérvols per als suecs i gossos per als nord-americans. L'elecció és deliberada, una metàfora sobre la ratera en què es va convertir la Polònia ocupada per als jueus, i com es van sentir traïts per la resta dels polonesos. Aquesta deformació dels personatges, unida a la selecció de determinats fets o la presentació hiperbòlica pròpia del gènere ajuden a narrar una història que podria haver estat excessivament melodramàtica en altres contextos.
El dibuix és en blanc i negre, amb un traç angulós i nerviós que, dins de l'avantguardista obra de Spiegelman (molt influïda per l'expressionisme), resulta contingut. Apareixen 1500 vinyetes, de les quals la majoria tenen text, ja que la conducció verbal és el que fa avançar les imatges. Els personatges tenen pocs detalls, en la línia minimalista o metafòrica de tota la història.

## Trajectòria editorial
Maus es va publicar per primera vegada en forma serialitzada, a la revista Raw des del 1980 fins al 1991. El 1986 es va publicar un primer recopilatori en llibre que es va titular Maus: A Survivor's Tale i amb el subtítol My Father Bleeds Hystory, la segona part es va publicar el 1991, i es va titular And Here my Troubles Began.

## La traducció
Maus ha estat editat per l'editorial mallorquina Inrevés Edicions. En la novel·la original, el pare, Vladek Spiegelman utilitza un anglès defectuós, que delata el seu origen polonès. Això en la traducció al català s'ha respectat i es manté aquest tret característic del personatge, usant recursos propis de la llengua catalana que tracten de reflectir la forma original de parlar de Vladek. D'aquesta manera, el personatge confon els temps verbals, els gèneres gramaticals, l'ús de ser i estar, les preposicions, com així ho remarca el traductor al principi de l'obra.

## Prohibició del llibre a les escoles de Tennessee
El gener de 2022, en el comtat de McMinn, de l'estat de Tennessee, els membres del consell escolar van decidir, per unanimitat, retirar Maus del programa curricular, perquè el van jutjar inapropiat per a estudiants de tretze anys. Van considerar inadequades algunes característiques d'aquesta novel·la gràfica, com ara els insults que s'hi profereixen, el tractament inhumà dels presoners dels camps de concentració, l'assassinat de la mainada, la nuesa representada per les víctimes de l'Holocaust obligades a despullar-se, l'escena en què el pare descriu al seu fill la seva primera relació sexual o quan una dona s'autofereix amb una navalla.
La decisió presa en aquest comtat de Tennessee va despertar moltes crítiques, als Estats Units i també internacionalment. El Museu Memorial de l'Holocaust dels Estats Units va declarar a través del seu compte de Twitter que Maus ha estat una eina fonamental per educar sobre l'Holocaust a través de les experiències personals i detallades de les seves víctimes i supervivents. I que llibres com aquest desperten el pensament crític del jovent sobre el passat i sobre la seva responsabilitat en el present.
Spiegelman, en assabentar-se de la prohibició del seu llibre va declarar no estar-ne sorprès, tenint en compte l'actual situació sociopolítica i que això és «només un presagi de les coses que vindran» perquè que l'objectiu de la decisió escolar és limitar «el que la gent pot aprendre, el que pot entendre i pensar».
La notícia de la prohibició del llibre també ha tingut com a conseqüència un augment espectacular de les seves vendes. El 31 de gener de 2022 ocupava el segon lloc de llibres més venuts, de qualsevol categoria, a la plataforma d'Amazon, i el primer en les categoria d'història i d'història de la Segona Guerra Mundial.
Als Estats Units van sorgir diverses iniciatives per difondre el llibre i el seu coneixement. Scott Denham, professor d'un college de Carolina del Nord, va oferir un curs virtual gratuït per als estudiants del comtat de Tennessee als quals se'ls va prohibir Maus, per llegir-lo i comentar-lo amb ell, com ha fet durant anys amb els estudiants en els seus cursos sobre l'Holocaust. Un llibreter de Knoxville (Tennessee) va oferir-se a prestar el llibre a tots els estudiants que el volguessin llegir i mitjançant una campanya de micromecenatge per comprar-ne les còpies que fossin necessàries, el 31 de gener de 2022 ja havia reunit 80.000 dòlars superant amb escreix el límit de 20.000 que s'havia marcat.